# Schloss Lichtenberg (Landsberg)
Koordinaten: 48° 9′ 6,5″ N, 10° 52′ 40,8″ O
Schloss Lichtenberg ist eine abgegangene Burganlage am Lech im Landkreis Landsberg am Lech in Oberbayern.

## Geschichte

Um etwa 1695–1700 von Kurfürst Maximilian II. Emanuel von Bayern neu erbautes Lustschloss Lichtenberg am rechten Hochufer des Lech, nach einem Kupferstich von Michael Wening (1701).

Das Schloss Lichtenberg lag südlich der Ortschaft Scheuring am rechten Hochufer des Lechs, nördlich des Zollhauses an der heutigen Lechstaustufe 19 – Schwabstadl. Unweit südlich davon befand sich die Burg Haltenberg. In unmittelbarer Nähe von Schloss Lichtenstein hatte früher eine Brücke über den Fluss geführt. Da von dem erhöhten Standort aus die Brücke überblickt werden konnte, ist vermutet worden, dass die Burganlage in älterer Zeit ein römisches Kastell gewesen sein könnte. Die Burg war im 13. Jahrhundert Sitz einer Adelsfamilie, die sich nach dem Wohnort Lichtenberg nannte und deren Mannesstamm bereits im 14. Jahrhundert erlosch. Der letzte namentlich bekannte Abkömmling der Familie war Erhard von Lichtenberg; er bezeugte zusammen mit zwölf anderen Adligen nach Ostern 1314 die nach der Schlacht von Gammelsdorf abgeschlossenen Verträge.
Welche Familie das Schloss nach den Lichtenberg übernahm, ist nicht geklärt. Im Juni 1354 verkaufte es Herzog Friedrich von Teck mit allem Zubehör, nämlich dem Gericht, der Ehehaft, dem Kirchensatz zu Scheuring und dem Reichslehen, an Konrad von Freiberg († 1373) für fünfeinhalbtausend Gulden. Im Jahr 1287 verkaufte Heinrich von Freiberg die Burganlage samt Zubehör an die Herzöge von Bayern. Bei der Teilung des Landes zwischen den Herzögen Johann und Stephan fiel Lichtenberg an Johann. 1396 kam das Schloss als Pfandbesitz an Wieland Schmelcher, der 1404 Pfleger in Naumburg war. Er verkaufte die Burganlage am 12. Dezember 1402 an Herzog Ludwig den Bärtigen von Ingolstadt. Burg und Hofmark Lichtenberg wurden nunmehr von einem beauftragten Pfleger verwaltet.
Im Jahr 1420 eroberten die Herzöge Ernst und Wilhelm III. von Bayern-München, die Brüder waren und gegen Ludwig den Bärtigen von Ingolstadt Krieg führten, die Festung Lichtenberg, so dass diese wieder in den Besitz der Herzöge von Bayern-München kam, wo sie auch vorerst verblieb.
Nachdem Kaiser Friedrich III. 1492 über Herzog Albrecht IV. von Bayern-München die Reichsacht verhängt hatte, unternahm Herzog Wolfgang von Bayern, der in Bayern gerne mitregiert hätte, von der Burg Lichtenberg aus Raubüberfälle im Gerichtsbezirk Landsberg und plünderte u. a. auch Kirchen, um sich an seinem Bruder Albrecht zu rächen. Herzog Albrechts Gefolgsleute übten auf Wolfgang von Bayern jedoch einen so hohen Druck aus, dass dieser sich gezwungen sah einzulenken. Erst 1506, im Alter von 55 Jahren, unverheiratet und korpulent geworden, verzichtete Wolfgang auf jegliches Mitregieren in Bayern. Er gab sich damit zufrieden, in der Burg Lichtenberg zurückgezogen leben zu dürfen; er starb im Jahr 1514.
Laut einem am Dienstag nach Fastensonntag 1515 in München abgeschlossenen Kaufvertrag erwarb nun der wohlhabende Privatmann Georg Regel das Schloss Lichtenberg sowie die Ortschaft Scheuring für sich und seine zweite Frau, eine Kaufmannstochter, von Herzog Wilhelm IV., in dessen Gebiet der erworbene Besitz lag. Regels erste Frau, eine Patriziertochter, war verstorben. Anscheinend hatte sich Regel unvorsichtig verhalten. Weil der Herzog mutmaßte, Regel könnte Schätze in dem Schloss versteckt halten, schickte er im September ein Aufgebot von etwa zwanzig Berittenen nach Lichtenberg, unter denen sich auch ein Maurer befand, und ließ Regel und dessen Frau vorübergehend nach München verschleppen, um im Schloss Wände aufbrechen und ungestört nach etwaig verborgenen Schätzen suchen zu lassen. Das Schloss befand sich später wieder im Besitz der bayerischen Herzöge.
Seit etwa 1536 bis 1700 ließen die bayerischen Herzöge die Hofmark Lichtenberg nicht mehr durch eigene Pfleger verwalten, sondern vergaben sie zu Lehen.
Im Dreißigjährigen Krieg wurde Schloss Lichtenberg von Truppen des Schwedenkönigs Gustav II. Adolf niedergebrannt. Am 30. September 1648 überquerten die vereinten schwedischen und französischen Truppen den Lech auf einer Brücke zwischen den Burgen Haltenberg und Lichtenberg.
Gegen Ende des 17. Jahrhunderts ließ Kurfürst Maximilian II. Emanuel von Bayern das Schloss, das bereits zweimal eingeäschert worden war, als dreistöckiges Lustschloss vollständig neu errichten. Von nun an wurde das neue Schloss von den bayerischen Kurfürsten regelmäßig jährlich mehrmals als Jagdschloss und für gesellschaftliche Zusammenkünfte genutzt.
Am Anfang des Spanischen Erbfolgekriegs war hier im September 1702 das Hauptquartier Maximilian II. Emanuels, dessen etwa zwanzigtausend Mann umfassendes Heer in der Nähe auf dem Lechfeld lagerte. Nach dem Rastatter Frieden sah Therese Kunigunde von Polen, die zweite Frau von Kurfürst Maximilian II. Emanuel, die nach Venedig geflohen war, am 3. April 1715 im Schloss Lichtenberg ihren Ehemann und ihre Kinder wieder.
Das Lustschloss war unter anderem auch für die Beizjagd auf Reiher mit Falken auf den umliegenden Gewässern gedacht. Die Jagdfalken waren sorgfältig so abgerichtet worden, dass sie die Reiher stießen, jedoch nicht töteten.
Nach dem Tod des Herzogs Maximilian III. Joseph geriet die Schlossanlage allmählich in Verfall. Im Jahr 1806 wurde das Schloss abgerissen; einige Jahrzehnte später waren bis auf ein Jagdhäuschen im Schlosspark, das erhalten geblieben war, nur noch einige Reste der Grundmauern sichtbar.